# Tchita (Transbaicália)
Tchita ou Chita (em russo:  Чита) é uma cidade na Rússia, centro administativo do krai da Transbaicália. 

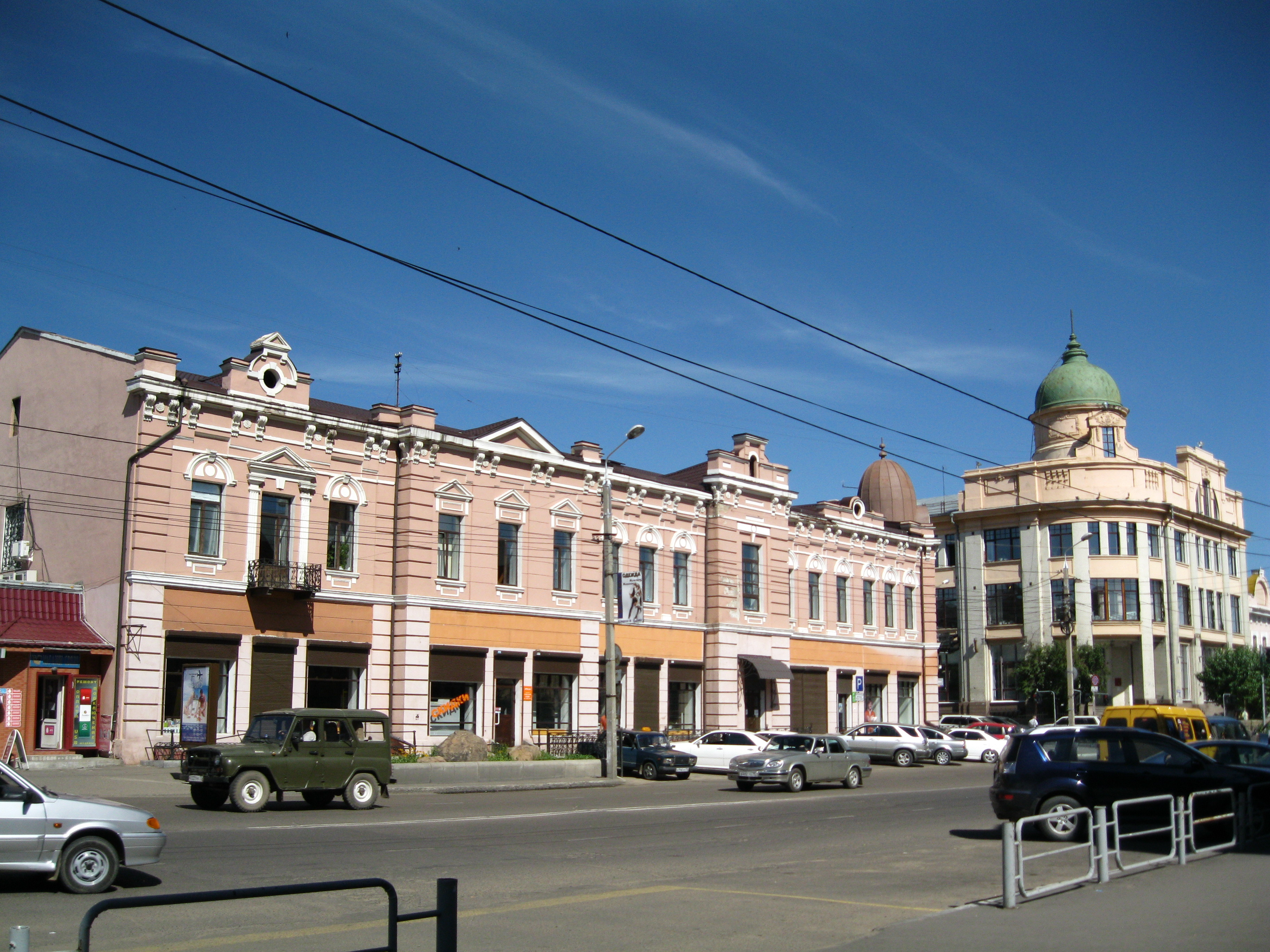
Tchita, Rua de Amurskaia

## Esporte
A cidade de Tchita é a sede do Estádio Lokomotiv e do FC Tchita, que participa do Campeonato Russo de Futebol. 